# Giovanni Lombardi
Giovanni Lombardi (Pavía, 20 de junio de 1969) es un deportista italiano que compitió en ciclismo en las modalidades de ruta y pista, especialista en las pruebas de persecución y puntuación; campeón olímpico en 1992.

## Trayectoria
Participó en dos Juegos Olímpicos de Verano, en los años 1988 y 1992, obteniendo una medalla de oro en Barcelona 1992, en la carrera por puntos. Ganó una medalla de bronce en el Campeonato Mundial de Ciclismo en Pista de 1989, en la prueba de persecución por equipos.
En carretera consiguió la victoria en cuatro etapas del Giro de Italia (1995, 1996, 2002 y 2003) y dos victorias de etapa en la Vuelta a España (1998 y 2002).
Fue galardonado con la medalla de oro del Comité Olímpico Nacional Italiano y con el Collar de Oro del Mérito Deportivo.
Se retiró de la competición en 2006. Posteriormente, trabajó como director técnico de la selección argentina de ciclismo, y fue agente de los ciclistas Ivan Basso y Peter Sagan.

## Medallero internacional
| Juegos Olímpicos   | Juegos Olímpicos   | Juegos Olímpicos  | Juegos Olímpicos            |
| Año                | Lugar              | Medalla           | Competición                 |
| ------------------ | ------------------ | ----------------- | --------------------------- |
| 1992               | Barcelona (España) | Medalla de oro    | Puntuación                  |
| Campeonato Mundial |                    |                   |                             |
| Año                | Lugar              | Medalla           | Competición                 |
| 1989               | Lyon (Francia)     | Medalla de bronce | Persecución por equipos (A) |

## Palmarés

### Palmarés en ruta
| 1989 - Tour de Berlín 1990 - Milán-Busseto 1991 - Milán-Busseto 1993 - 2 etapas de la Hofbräu Cup - 1 etapa del Gran Premio de Midi Libre 1994 - 2 etapas de la Vuelta a Murcia - 2 etapas de la Vuelta a Suiza 1995 - 1 etapa del Giro de Italia - 1 etapa de la Vuelta a Suiza 1996 - 1 etapa de la Vuelta a los Países Bajos - 1 etapa del Giro de Italia - 1 etapa del Giro di Puglia 1997 - 1 etapa de la Tirreno-Adriático - 1 etapa de la Bicicleta Vasca - 2 etapas de la Vuelta a Dinamarca - 1 etapa de la Vuelta a los Países Bajos | 1998 - 1 etapa de la Tirreno-Adriático - 1 etapa de la Vuelta a España 1999 - 1 etapa de la Bicicleta Vasca - 1 etapa de la Vuelta a Austria - 1 etapa del Regio-Tour 2000 - 1 etapa de la Vuelta a Aragón - 1 etapa de la Bicicleta Vasca - 2 etapas de la Vuelta a Austria - 2 etapas de la Volta a Cataluña - 1 etapa de la Vuelta a Burgos 2002 - 1 etapa del Tour del Mediterráneo - 1 etapa de la Vuelta a Aragón - 2 etapas del Tour de Romandía - 1 etapa del Giro de Italia - 1 etapa de la Vuelta a España 2003 - 1 etapa del Giro de Italia |

### Palmarés en pista
| 1992 - Campeón Olímpico de la carrera a los puntos 1993 Seis días de Burdeos (con Adriano Baffi) 1994 Seis días de Dortmund (con Adriano Baffi) 1996 Seis días de Grenoble (con Adriano Baffi) Seis días de Múnich (con Adriano Baffi) | 1998 Seis días de Fiorenzuola d'Arda (con Bruno Risi) 2002 Seis días de Aguascalientes (con Juan José de la Rosa) 2003 Seis días de Fiorenzuola d'Arda (con Juan Esteban Curuchet) 2004 Seis días de Fiorenzuola d'Arda (con Samuele Marzoli) |

## Resultados en Grandes Vueltas y Campeonatos del Mundo
| Carrera         | Carrera         | 1993 | 1994 | 1995  | 1996 | 1997  | 1998 | 1999 | 2000 | 2001 | 2002 | 2003 | 2004  | 2005  | 2006  |
| --------------- | --------------- | ---- | ---- | ----- | ---- | ----- | ---- | ---- | ---- | ---- | ---- | ---- | ----- | ----- | ----- |
|                 | Giro de Italia  | —    | 91.º | 114.º | 92.º | —     | —    | —    | —    | 89.º | 87.º | 69.º | 118.º | 88.º  | 117.º |
|                 | Tour de Francia | —    | —    | 103.º | —    | 118.º | —    | —    | —    | —    | —    | —    | —     | 118.º | Ab.   |
|                 | Vuelta a España | Ab.  | —    | —     | Ab.  | —     | Ab.  | 85.º | 84.º | —    | Ab.  | 79.º | —     | 115.º | —     |
| Mundial en Ruta | Mundial en Ruta | —    | —    | —     | —    | —     | —    | —    | —    | —    | 27.º | 20.º | —     | 83.º  | —     |

| —: No participó | Ab: Abandono |